# Думан-Скоп Тетяна Михайлівна
Тетяна Михайлівна Думан-Скоп (нар. 8 листопада 1981, Миколаїв — 29 жовтня 2020, Люблін) — українська художниця, мистецтвознавиця, активістка Помаранчевої революції та Євромайдану, багаторічна учасниця творчого об’єднання «Кактус», організаторка благодійних і мистецьких проєктів, координаторка постійного аукціону «Митці – воїнам». Представниця хвилі відродження сучасного українського сакрального мистецтва. Роботи художниці зберігаються в державних збірках і численних приватних колекціях в Україні та світі (Польща, Німеччина, Іспанія, Литва та інші). Близько десятка робіт художниці відібрав для фондів Львівської галереї мистецтв Герой України Борис Возницький.

## Біографія
Народилася в 1981 році у містечку Миколаїв на Львівщині. Мама, Уляна Василівна Думан, — учителювала. Батько, Михайло Васильович Думан, працював електриком на заводі. Молодша сестра - Василина. Бабусі і дідусі — заможні селяни та освітяни. Зокрема, по маминій лінії левова частка родини - вчителі. Рід до п’ятого коліна незмінно жив на теренах Галичини.
Талант до живопису у дівчині розпізнала мама, ще коли дочка вчилась у молодших класах. З того часу родина всіляко підтримувала Тетянину схильність і жагу до малювання.
Подорослішавши, Тетяна Думан-Скоп спробувала себе в ролі дизайнерки одягу. Шити почала з 8 класу, про що в соцмережах публікували спогади її друзі дитинства. Закінчила Львівський коледж легкої промисловості зі спеціалізацією «моделювання та конструювання виробів народного вжитку». Працювала на львівській фабриці з пошиття одягу. Але, як сама розповідала в інтерв’ю для «Високого замку», навіть тоді кожну вільну хвилину витрачала на живопис і відчувала, що має потребу у більшій заангажованості у мистецтво.
Коли в Україні розпочалася Помаранчева революція, Тетяна долучилася до Громадянської кампанії «ПОРА!» (чорної), студентських акцій протесту і страйків. Опісля революції повернутись до попереднього життя з роботою на фабриці уже не змогла. Зайнялася пошуком себе як художниці. 

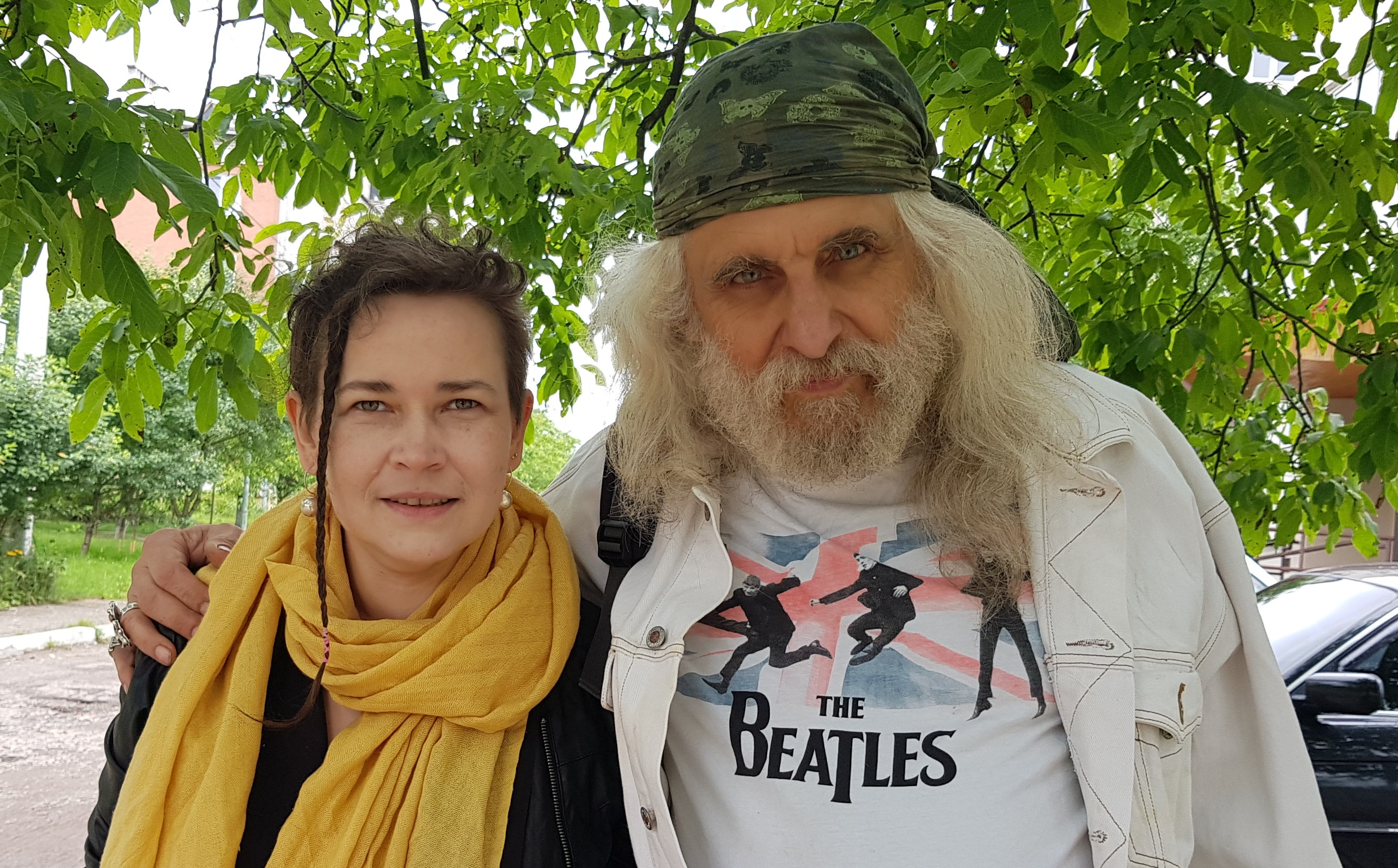
Подружжя Думан-Скоп

Спершу у 2003 році вступила на графіку в Українській академії друкарства у Львові, але паралельно кілька років поспіль подавала документи у Львівську академію мистецтв, оскільки хотіла навчитися різним жанрам і технікам, спробувати свої сили в різних напрямках образотворчого мистецтва. У 2005 покинула друкарську академію і з третьої спроби таки стала студенткою ЛНАМ.
В академії познайомилася із своїм майбутнім чоловіком, Левом Скопом, який у неї викладав. Під його впливом і за його підтримки сформувала свою індивідуальну авторську манеру, а також захопилася науковими дослідженнями давнього українського іконопису. Зокрема, захистила магістерську роботу про Риботицьку школу живопису XVIII ст.
Паралельно з творчістю, постійно займалася громадською, культурною і благодійною діяльністю. Була постійною редакторкою наукових праць свого чоловіка. Мистецтвознавиця та дослідниця, учасниця низки конференцій на тему сакрального мистецтва.
З 2007 року жила в Дрогобичі. До 2008 року викладала в Дрогобицькій дитячій художній школі. З 2010 по 2019 роки працювала художницею-реставраторкою, згодом стала завідувачкою інформаційно-видавничого відділу музею «Дрогобиччина».
Наприкінці літа у 2019 році художниці діагностували рак — гліосаркому головного мозку. Внаслідок важкої хвороби звільнилася із займаної посади і зосередилася на творчості та лікуванні. У 2020 році 29 жовтня о 4:30 ранку померла в лікарні в Любліні. Похована у Миколаєві Львівської області на місцевому цвинтарі поряд із мамою.

## Творчість
Тетяна Думан-Скоп є однією з представниць хвилі відродження авторського українського іконопису. Локомотивом цього відродження у Львові був Лев Скоп, що на початку 2000 років зібрав навколо себе групу художників-однодумців. Вони творили сучасне сакральне мистецтво на основі давніх українських традицій. Тетяна одна з небагатьох, що з часом не відійшли від цієї малярської практики. До кінця життя створювала яскраві неповторні образи у впізнаваній унікальній художній манері.
Тетяна, як і її вчитель та чоловік Лев Скоп, була прихильницею  концепції, яка полягає у тому, що давнє українське сакральне малярство сформувалося на перетині західної та східної церковних культур, і представляє унікальну та самобутню національну школу. Цій школі здавна були  притаманні відмінні від інших народів риси. Зокрема, художні осередки демонстрували глибоку обізнаність у сакральній тематиці  та практикували творче переосмислення в іконах біблійних сюжетів. Іконографія містила сакральні атрибути, але автори не практикували дотримання затверджених у Східній церкві канонів щодо зображення святих - положення рук, розмірів борід тощо. Активно використовувалася стилізація. В пейзажах, інтер’єрах та екстер'єру на іконах зображався побут і тогочасні люди та архітектура, відтворювались місцеві канони краси тощо.

### Роботи
- «Архангел Михаїл» (з приватної колекції режисера Олеся Саніна).
- «Покрова Пресвятої Богородиці» (з приватної колекції військового капелана о.Тараса «Падре» Коцюби).
- Серія «Ангели рятують життя».
- Святий Йосафат Кунцевич. Ікона пензля Тані Думан-Скоп. Полотно, темпера, 2009 рік. Зберігається у фондах Львівської національної галереї мистецтв ім. Б. Возницького.
- Блаженний Омелян Ковч. Ікона пензля Тетяни Думан-Скоп. Полотно, темпера, 2010 рік. Зберігається у церкві Івана Хрестителя с.Коти Яворівського району Львівської обл. (Україна).
- «Розквітлий Христос» з аукціону «Митці – воїнам».
- Серія «Камінці з Меджуґор’я».
- Свята Анна.
- Свята Юстина.
- Святий Антоній.
- Роботи з осінніх салонів «Високий замок» (Львів).

### Участь у виставках
- «Кактус» - Антоничу, галерея «ОМ», Львів, 2007.
- «Кактус» - М. Драгану, УКУ, Львів, 2007.
- «Кактус» - “Церкви Бойківщини”, IV Бойківські фестини, с. Явора, 2007.
- Мистецький проєкт «Веселка», “На зеленому”, “На синьому” - музей етнографії та художніх промислів, Львів, 2007.
- Мистецький проєкт «Веселка», “На білому”, галерея “Дзига”,2008.
- «Кактус», “Тут ангели чудяться”, галерея «Грифон», Київ, 2008.
- «Кактус» “Тіні Шульца”, Музей ідей, Львів, 2008.
- II, ІІІ, IV, V міжнародна Ягелонська виставка-ярмарок у Любліні, Польща, 2008-1012.
- “Humor et Vigne” 2008, 8 eme BIENNALE Jonzac-Charente Maritime – France.
- Осінній салон «Високий Замок» – 2008, 2009, 2010 (дипломант), 2011, 2016, 2017, 2019  рр., Палац мистецтв, Львів
- «Кактус», „Листи до Стуса”, Музей ідей, Львів, 2008.
- Персональна виставка «Як на небі, так і на землі», галерея LvivArt, Львів, 2008.
- «Кактус-ЛюбомируТимківу» Музей ідей, Львів, 2009.
- «Кактус-Бойчуку», «Кактус-Стефанику», «Кактус-Федуску». Львівська галерея мистецтв, Львів, 2009, 2010, 2011 рр.
- «Кактус», «Розквітлий хрест», галерея «НЕФ», Національний заповідник Києво-Печерська Лавра, Київ, 2010.
- Персональна виставка «Всім рідним і близьким присвячую…», Будинок культури, Миколаїв, 2010.
- «Кактус-Кристопчуку» Музей ЛНАМ, Львів, 2010.
- «Кактус», “Райські хатки”, Арт-хол Ольги Богомолець «КАЙРОС», Київ, 2011.
- «Кактус - Шульцу», «Кактус-Стефнику», підвал Палацу мистецтв музею «Дрогобиччина», Дрогобич, 2012-2013рр.
- Постійний аукціон «Митці-Воїнам» (кураторка та учасниця благодійного проекту», Львів-Київ-Трускавець-Дрогобич_Мадрид, 2014-2018.
- Виставка «Присвячується Бруно Шульцу: живопис, графіка», Музей Шолом-Алейхема, Київ (Тетяна Думан-Скоп, Лев Скоп, Ірина Климова), квітень 2019
- «Ангели рятують життя» - онкологічна клініка Nu-Med, Замостя, Польща (спільна з Левом Скопом виставка під час Тетяниного лікування тут), 23 вересня 2019.
- Виставка ілюстрацій до оповідань Шульца (колективний проект під кураторством Тетяни Думан і Лева Скопа) в рамках фестивалю «Франкова осінь», заповідник «Нагуєвичі», 18 вересня 2020.

## Наукова діяльність
Тетяна Думан-Скоп вибудовувала свою творчість на діалозі з мистецьким спадком Риботицької школи XVII-XVIII ст. А саме, використовувала принципи постійного творчого пошуку, авторської стилізації, зображення предметів побуту, звірів, рослин і людей у пейзажах та інтер’єрах сакрального живопису тощо. Зокрема, цієї теми стосувалася її ґрунтовна наукова праця, підготовлена до захисту ступеня магістра: «Творчість Івана Середиського риботицького маляра другої половини XVII ст.» (2011 рік). Окрім цієї праці, Тетяна провела й інші дослідження.

### Праці
1. Тетяна Думан. Кивот останньої чверті XVII ст. з церкви Воздвиження чесного хреста у Дрогобичі/Дрогобицькі храми Воздвиження та Святого Юра: треті читання. – Дрогобич: Швидкодрук, 2010 р. – 325 с. – ISBN 978-966-96-945-4-3.
2. Тетяна Думан. Портал південної нави храму святого Онуфрія у Львові/Монастир святого Онуфрія у Львові: сьомі наукові драганівські читання. – Львів: Місіонер, 2007 р. – 304 с. – ISBN 978-966-658-123-8.
3. Тетяна Думан. Суспільний статус майстрів Риботицької школи/Жовква крізь століття. Випуск IV. – Львів: Видавництво «Растр-7», 2016 р. – 404с. – ISBN 978-617-7359-55-4 (є переклад польською[9]).
4. Думан Т.М. Малярі Риботицької школи іконопису/Софійські читання. Матеріали V міжнародної науково-практичної конференції «Духовний потенціал та історичний контекст християнського мистецтва» (Київ, 28-29 травня 2009 р.). – К.: «ТОВ «Горобець», 2010 р. – 500с.: іл. – ISBN 978-966-2377-15-6.
5. Тетяна Думан. Риботицька малярська школа останньої чверті XVII ст. – першої половини XVIII ст. та Риботицький художній осередок середини XVII ст. – другої половини XVIII ст./Восьме драганівське читання. Упорядник Лев Скоп. – Дрогобич: Коло, 2014 р. – 254 с.:іл. – ISBN 978-617-642-162-7.
6. Тетяна Думан. Стінопис Святоюрського храму//Галицька брама. – 2013. - № 4-6 (220-222). – с. 7-9.
7. Тетяна Думан. Передмова/Датування галицьких ікон XIV-XVI ст. Нариси до методики атрибуції українського церковного малярства. – Дрогобич: Коло, 2017 р. – 120с.: іл. – ISBN 978-617-642-292-1.
8. Тетяна Думан. Передмова/Українське церковне малярство: техніка та технологія XV-XVIII століть. – Дрогобич: Коло, 2013 р. – 191 с.: іл. – ISBN 978-966-7996-97-0.